# Brasão do Corpo de Bombeiros da Polícia Militar do Paraná
O Brasão do Corpo de Bombeiros é o símbolo oficial representativo da Corporação. Ele é usado sobreposto aos documentos, fardamentos, viaturas, embarcações, aeronaves e aquartelamentos; objetivando identificar seus portadores como legítimos representantes do Estado. O seu uso é amparado por legislação específica e seu emprego indevido pode constituir-se em crime previsto no Código Penal Brasileiro (falsidade ideológica) e do Código Penal Militar (Artigo 172).

## Antecedentes
O primeiro brasão adotado para do Corpo de Bombeiros foi regulamentado em 1913. Esse brasão era a representação do Brasão de Armas do Estado do Paraná e deveria ser usado na parte frontal dos capacetes, em prateado para os oficiais e dourado para os praças.
A partir de 1917, após o acordo firmado entre o Estado do Paraná e a União Federal, com a transformação da Força Estadual em Reserva Militar do Exército, o brasão foi substituído pelo círculo central da Bandeira do Paraná, encimado ao distintivo de bombeiro (dois machados cruzados, sobrepostos a uma tocha acesa, entrelaçados por uma mangueira de incêndio).
Em 1922, por ocasião das comemorações do centenário da Independência do Brasil, os símbolos estaduais passaram a ser substituídos pelos símbolos nacionais. No Paraná a Bandeira e o Brasão do Estado foram abolidos e o Corpo de Bombeiros adotou um novo brasão, tomando-se por base o Brasão de Armas do Brasil.
Na Revolução de 1930 foi adotado um novo modelo de brasão para o Batalhão de Sapadores Bombeiros, o qual passou a constar nos documentos oficiais e permaneceu por longo tempo como ornato do portal do aquartelamento da Unidade.

## Década de 1950
Os primeiros brasões bordados, usados sobrepostos aos uniformes, surgiram na década de cinqüenta por influência da Segunda Guerra Mundial.
1967
O Regulamento de Uniformes da Polícia Militar do Paraná, de 1967 (RUPM/1967), determinou uma nova padronização para os brasões das Organizações Policiais Militares (OPMs). Eles deveriam ser confeccionados sobre um retângulo, de 6 cm por 8 cm, em azul-escuro arrematados por uma listra vermelha.  Ao centro deveria constar um escudo português com fundo vermelho, com o designativo da Unidade; possuindo nas laterais os ramos de café e pinho na cor verde; e na parte superior a águia do brasão estadual, encimada pelas letras PMEP em prateado.
No início da década de 1990 foram inseridas pequenas alterações, sem entretanto desfigurar o desenho original.

## Atualidade
Em 2006, ao se aproximar a data comemorativa do centenário da Corporação, foram inseridas novas modificações no brasão.
Descritivo
- Em campo de blau, duas mangueiras de argenta cruzadas formando três círculos, com esguichos de ouro e juntas Storz do mesmo metal; tendo sobreposto, um capacete de prata com detalhes de gules, do qual partem superiormente labaredas de ouro e gules. Entrecruzado com as mangueiras e sob o capacete, dois machados arrombadores com empunhaduras e lâminas de ouro. Cerca o conjunto uma corda de ouro terminada inferiormente com o aparelho oito do mesmo metal. Como timbre, o terço superior da harpia de argenta estendida com a cabeça voltada para a direita. Todo o conjunto é mantido por ornamento exterior formado por retângulo de blau com filete de gules, tendo, superiormente e centralizado, o topônimo Paraná e, inferiormente, a data 1912, tudo em argenta.

Cores
- Blau, azur ou azul - expressa no desenho monocromático por linhas horizontais, representa, nas virtudes, a justiça; nas qualidades seculares, a nobreza, a perseverança, a vigilância e a lealdade; nos elementos, o ar; e nos metais, o aço;
- Gules, goles ou vermelho - expressa por linhas verticais, representa, nas virtudes, a caridade; nas qualidades seculares, a valentia, a nobreza, o valor, o atrevimento e a intrepidez; nos elementos, o fogo; e nos metais, o cobre.

Metais
- Argenta ou prata - metal indicado pela cor branca, representa, nas virtudes, a humildade, a pureza e a verdade; nas qualidades seculares, a limpeza, a integridade e a vitória sem sangue derramado; e nos elementos, a água;
- Ouro, jalne ou amarelo - expresso por pontilhado, representa, nas virtudes, a benignidade e a clemência; nas qualidades seculares, a nobreza, o cavalheirismo, a saúde, a solidez, o poder e a constância; e nos elementos, o fogo.

Demais detalhes
- As mangueiras com esguicho e junta Storz, o capacete, os machados arrombadores, a corda e o aparelho oito são elementos componentes da atividade de bombeiro;
- As chamas, flamas ou labaredas expressam a finalidade da atividade de bombeiro no combate aos incêndios e representam o ardor no seu desempenho;
- O timbre (ornamento exterior) compreende a figura do terço superior do gavião real ou uiraçu (do tupi guirá-ave, açu, grande), pousado e estendido, isto é, de asas abertas, com a cabeça voltada para a direita, indicando nobreza; Harpia harpyja (Linnaeus, 1758), ave da ordem dos falconiformes, família Accipitridae, considerada o maior acipitrida do mundo, com quase dois metros de envergadura, encontrada nas matas mais densas e altas do Estado, especialmente no sudoeste, e também em outras regiões brasileiras, integrando o timbre do Brasão de Armas do Paraná;
- O topônimo Paraná identifica a unidade da Federação;
- A data 1912 é indicativa da criação do Corpo de Bombeiros da Polícia Militar do Estado do Paraná,[9] no governo do Presidente Carlos Cavalcanti de Albuquerque, bem como revela a nomeação de seu primeiro Comandante, Tenente de infantaria do Exército Brasileiro, comissionado Major-Comandante, Fabriciano do Rego Barros, cuja Ordem do Dia nº 1, de 8 de outubro daquele ano, marca a instalação oficial do atual comando intermediário da Corporação.

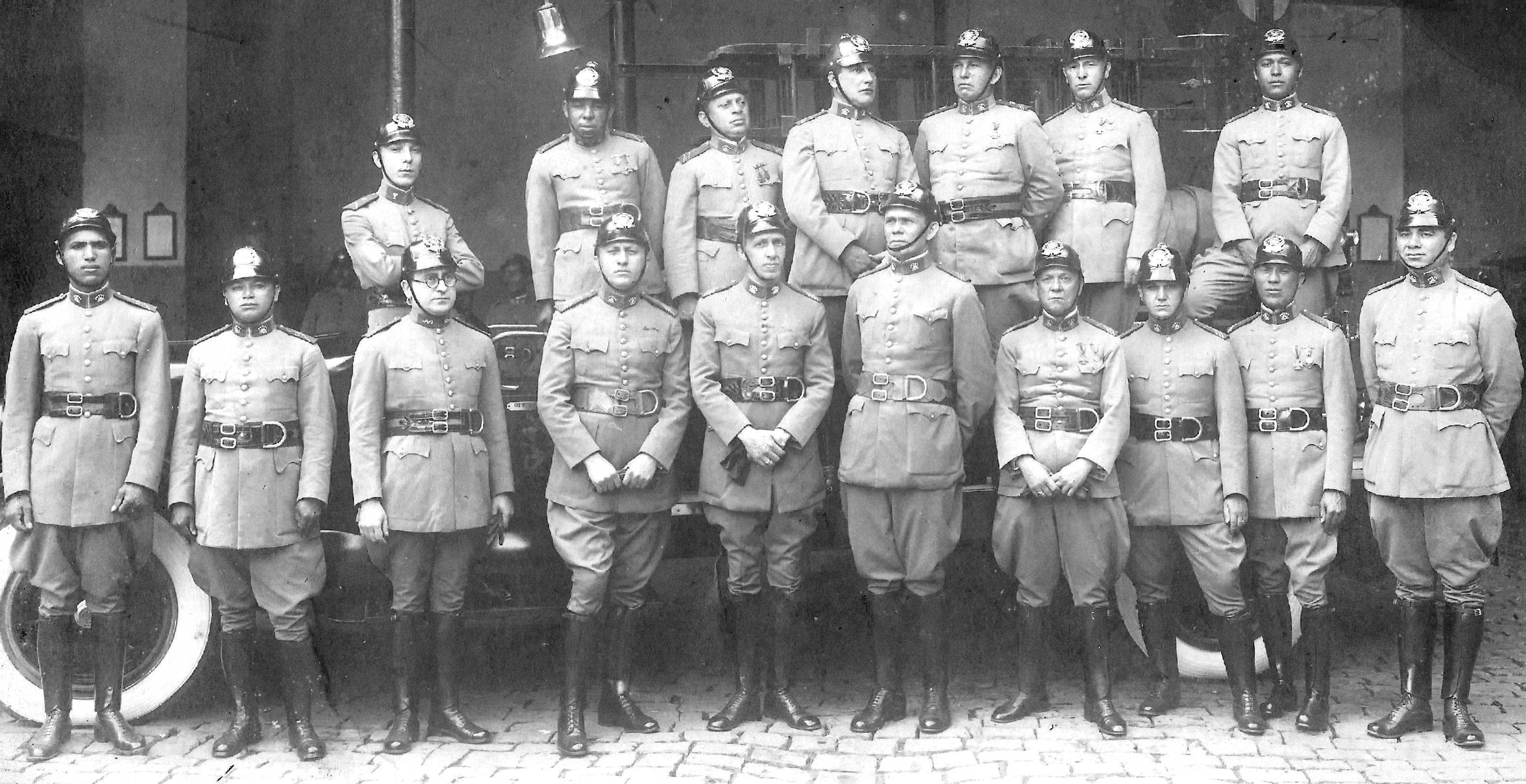
Capacetes com brasões de 1923.

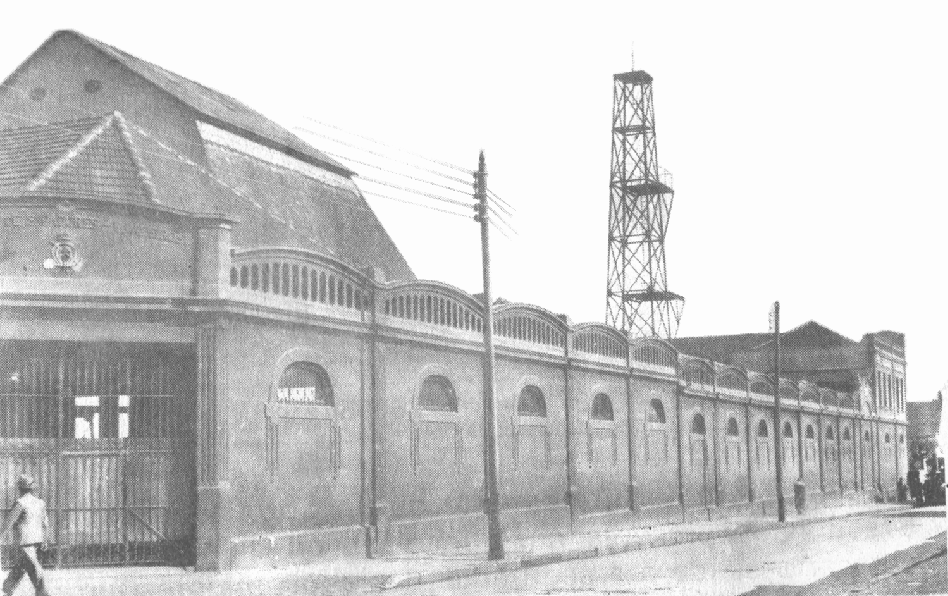
Portal do quartel com brasão de 1930.

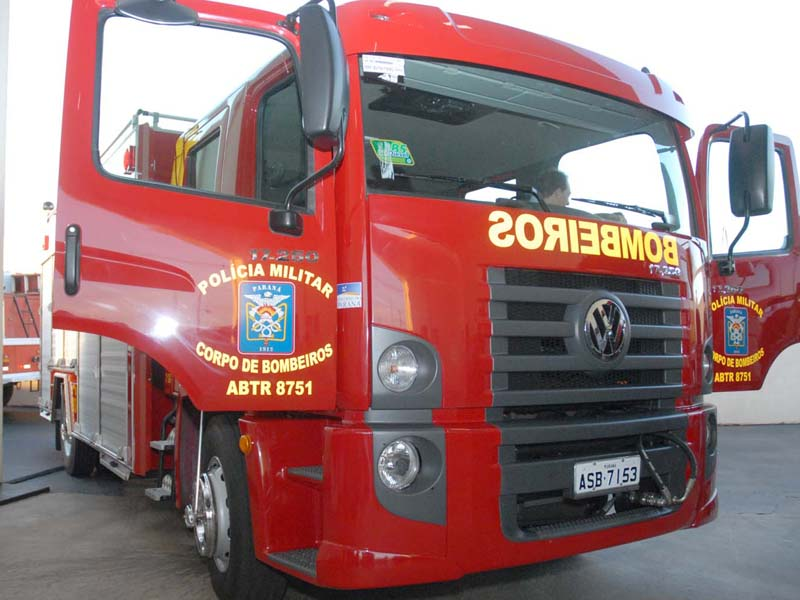
Viatura com o brasão atual.

Galeria de imagens
|  |  |  |